# Carnaubal
Carnaubal este un oraș în statul Ceará (CE) din Brazilia.